# ヘラルド・サン・ツアー
ヘラルド・サン・ツアー（Herald Sun Tour）は、オーストラリア、ビクトリア州で行われる、自転車競技、ロードレースにおける、ステージレース。UCIオセアニアツアー2.1カテゴリ。

## 概要
1922年から1990年まで存在したメルボルンの新聞社、ザ・サン・ニュース＝ピクトリアルの名にちなんで、サン・ツアーという名称がつけられた。1990年、ザ・サン・ニュース＝ピクトリアルとヘラルドサンが合併したため、現名称となった。その後、キャンピングカーの製造会社、ジェイコ（Jayco, Inc.）が協賛に加わった。
2010年は、ロードレース世界選手権開催のため中止となった。例年10月に開催されていたが、2012年の大会が年明けの翌2013年1月に移行し、以後は2月に開催されている。

## 歴代優勝者
| 年   | 優勝者                     |
| ---- | -------------------------- |
| 1952 | キース・ローリー           |
| 1953 | バジル・ハルサール         |
| 1954 | ヘック・サザーランド       |
| 1955 | アラン・ゲッディーズ       |
| 1956 | ジョージ・グッドウィン     |
| 1957 | ラッセル・モックリッジ     |
| 1958 | ジョン・ヤング             |
| 1959 | ピーター・パントン         |
| 1960 | ピーター・パントン         |
| 1961 | ジョン・ヤング             |
| 1962 | ビル・ネヴィット           |
| 1963 | ビル・ローリー             |
| 1964 | バリー・ワッデル           |
| 1965 | バリー・ワッデル           |
| 1966 | バリー・ワッデル           |
| 1967 | バリー・ワッデル           |
| 1968 | バリー・ワッデル           |
| 1969 | キース・オリヴァー         |
| 1970 | トレヴァー・ウィリアムソン |
| 1971 | グラハム・マックヴィリー   |
| 1972 | ケン・エヴァンス           |
| 1973 | グラハム・マックヴィリー   |
| 1974 | グラハム・マックヴィリー   |
| 1975 | ジョン・トレヴォロー       |
| 1976 | ピーターベサンコ           |
| 1977 | ジョン・トレヴォロー       |
| 1978 | テリー・ハモンド           |
| 1979 | ジョン・トレヴォロー       |
| 1980 | デヴィッド・アラン         |
| 1981 | クライド・セフトン         |
| 1982 | テリー・ハモンド           |
| 1983 | シェーン・サットン         |
| 1984 | ゲリー・サットン           |
| 1985 | マルコム・エリオット       |
| 1986 | ニール・ステフェンス       |
| 1987 | ステファノ・トマジーニ     |
| 1988 | アドリ・ファンデルプール   |
| 1989 | マルセル・アルンツ         |

| 年   | 優勝者                   |
| ---- | ------------------------ |
| 1990 | ウード・ベルツ           |
| 1991 | マイケル・エングルマン   |
| 1992 | バート・ボーエン         |
| 1993 | デヴィッド・マン         |
| 1994 | クリスティアン・ヘン     |
| 1995 | アンディ・ビショップ     |
| 1996 | スコット・モニンガー     |
| 1997 | ノーマン・アルヴィス     |
| 1998 | アレッサンドロ・ポッツィ |
| 1999 | ミカエル・ブラウドズン   |
| 2000 | エウゲン・ワッケル       |
| 2001 | ペーター・ヴロリッヒ     |
| 2002 | バーデン・クック         |
| 2003 | ティム・ジョンソン       |
| 2004 | ヨナス・ユングブラッド   |
| 2005 | サイモン・ジェラン       |
| 2006 | サイモン・ジェラン       |
| 2007 | マシュー・ウィルソン     |
| 2008 | スチュアート・オグレディ |
| 2009 | ブラッドリー・ウィギンス |
| 2010 | 中止                     |
| 2011 | ネイサン・ハース         |
| 2012 | 中止                     |
| 2013 | カルビン・ワトソン       |
| 2014 | サイモン・クラーク       |
| 2015 | キャメロン・マイヤー     |
| 2016 | クリス・フルーム         |
| 2017 | ダミアン・ハウソン       |
| 2018 | エステバン・チャベス     |
| 2019 | ディラン・ファンバールレ |
| 2020 | ジェイ・ヒンドレー       |